# Трубачовське сільське поселення (Шегарський район)
Трубачо́вське сільське поселення (рос. Трубачёвское сельское поселение) — сільське поселення у складі Шегарського району Томської області Росії.
Адміністративний центр — село Трубачово.
Населення сільського поселення становить 1075 осіб (2019; 1184 у 2010, 1383 у 2002).
Станом на 2002 рік села Малобрагино, Трубочево та присілки Бушуєво, Новоніколаєвка, Новоуспенка перебували у складі Побєдинської сільської ради.

## Склад
До складу сільського поселення входять:
| Населений пункт          | Населення, осіб (2002) | Населення, осіб (2010) |
| ------------------------ | ---------------------- | ---------------------- |
| Велике Брагино, присілок | -                      | 5                      |
| Бушуєво, присілок        | 179                    | 112                    |
| Малобрагино, село        | 413                    | 354                    |
| Новоніколаєвка, присілок | 34                     | 16                     |
| Новоуспенка, присілок    | 56                     | 48                     |
| Трубачово, село          | 701                    | 649                    |